# 天主教加尔维斯顿-休斯敦总教区
天主教加爾維斯頓-休斯敦總教區（拉丁語：Archidioecesis Galvestoniensis Houstoniensis）是美國一個羅馬天主教教省總教區，也是該國三十二個總教區之一。
總教區於2017年時管轄德克薩斯州共十個縣，並轄六個教區。總教區的面積為8,880平方英里，2017年時有177萬9284名教友（佔總教區人口）、146個堂區和435名司鐸。現任總主教為達尼爾·尼各老·迪納爾多樞機，輔理主教為喬治·A·謝爾特斯，榮休總主教為若瑟·A·菲奧倫薩，榮休輔理主教為雲先·M·里佐托。
德克薩斯宗座監牧區於1839年設立，1842年升為宗座代牧區。代牧區於1847年升為教區，稱為加爾維斯頓教區。教區於1959年易名為加爾維斯頓-休斯敦教區，2004年12月29日升為總教區。